# Rivelazioni di uno psichiatra sul mondo perverso del sesso
Rivelazioni di uno psichiatra sul mondo perverso del sesso è un film del 1973 diretto da Renato Polselli con lo pseudonimo Ralph Brown.

## Trama
Il dottor Froodman è un noto psichiatra esperto in aberrazioni sessuali e tiene un corso dedicato seguito da un gruppo di giovani allievi. Il corso dibatte sulle tipiche forme di perversioni sessuali che imperversano nella società moderna. Traendo spunto da fatti e avvenimenti riportati nelle cronache vengono descritte le principali forme di devianze sessuali: zooerastia, ninfomania, necrofilia, feticismo, gerontofilia. Coinvolti emotivamente dalle spiegazioni del luminare anche gli allievi forniranno descrizioni dettagliate sulle loro insolite esperienze sessuali. Una giovane allieva racconterà il suo amore adolescenziale per un uomo adulto, conseguenza di una violenza sessuale ricevuta da un coetaneo. Lo stesso professore narrerà la vicenda di un suo domestico, di origini siciliane, sposatosi vergine all'età di 44 anni per sbaglio con un transessuale.

## Il film
Il film tratta gli argomenti con tono documentaristico e pseudo-sociologico: in realtà ciò è solo un pretesto per stupire il pubblico mostrando una serie di devianze sessuali. Il film contiene anche qualche inserto hardcore (tra cui un'orgia della durata di circa 20 minuti): tali scene sono o realizzate con controfigure o "saccheggiate" da film pornografici americani dei primi anni '70.